# Смотрич Олександр
Олекса́ндер Смо́трич (насправді — Олександр Іванович Флорук-Флоринський; *28 квітня 1922, Кам'янець-Подільський — † 13 грудня 2011, м. Фергус, Канада) — український письменник в еміграції: прозаїк, поет, музикант. Належав до кандидатів у члени Мистецького українського руху (МУР). Емігрувавши до Канади, не належав до жодної партії, не був членом літературних спілок чи об'єднань.

## Біографічні відомості
Справжнє прізвище — Флоринський, а прикладку Флорук його батькові додав у семінарії "батюшка", бо в класі було два Івани й обидва носили прізвище Флоринський. Псевдонімом узяв назву річки Смотрич, на якій стоїть рідне місто поета — Кам'янець-Подільський.
Жив у Харкові, де здобув музичну освіту. З 12 жовтня 1941 року — постійний кореспондент літературно-мистецького відділу газети «Українське слово» (Київ). А з вересня 1942 до 15 березня 1944 року працював у Кам'янець-Подільській редакції газети «Подолянин» на посаді літературного співробітника. Після війни опинився в Західній Німеччині. Перебував у таборах для переміщених осіб у Ганновері. Тут навчався в Ганноверській вищій музичній школі. Видав дві збірки оповідань. Належав до Мистецького українського руху. Першим критиком Смотричевих оповідань був класик української літератури Володимир Винниченко, який навертав його до раціональної парадигми прозописьма. У 1949 виїхав до Канади. Працював у лікарні, на залізниці, 1954 року влаштувався вчителем музики, затим професором по класу гри на піаніно в Торонтськім університеті. У Канаді власним коштом видав декілька збірок оповідань і віршів. Декілька останніх десятиліть мешкав на хуторі за 100 км від Торонто за означенням автора «на старій, порослій лісом, фармі».

## Творчість
Автор збірок новел та оповідань «Ночі» (Ганновер: «Голуба Савоя», 1947), «Вони не живуть більше» (1948), «Вибране» (Торонто, 1952), «Буття. 16 нікому непотрібних оповідань» (1973), «Подорож у країну ночі» (Хмельницький: Просвіта, 2010), поетичних збірок «Вірші. І, ІІ»
(1974), «Вірші. ІІІ» (1975), «1933»
(1975), «20 коротких віршів» (1975), «Вірші. V, VI, VII, VIII» (1975), «Вірші.
ІХ» (1976), «Лірник» (1976), «Ужинок» (1985), «Скупі вірші» (Хмельницький, 2011).
Упродовж десятиліть Смотрич був відомий тільки як прозаїк. Перші новели надрукував 1946 року в Мюнхені в журналі «Арка». У поезію він увійшов 1974 року, коли під маркою «сам видав» став публікувати серію збірок «Вірші».
Як зазначає Богдан Бойчук, поетичні збірки Смотрича небезпечно межують з політичною публіцистикою. Головним стимулом для них є ненависть. Найгостріше жало тієї ненависті спрямовано проти Росії та Радянського Союзу, причому поет ставить знак рівняння між цими поняттями. І навіть тоді, коли він пропускає ненависть через призму іронії, вона не злагіднюється, а ще глибше врізається у свій об'єкт.
Мова віршів Смотрича буденна, розмовна й лаконічна, позбавлена незвичних стильових прийомів чи контурів:
Він був дивак,
і вечорами, на гітарі,
любив він «Ще не вмерла Україна»
тихо награвати…
За музику таку
потрапив він за ґрати
і по дорозі в Колиму
навчився в мить одну
«Інтернаціонал»
беззубим ротом
муркотати.
Але, як відмітив Юрій Шевельов, «за фасадою кострубатої розмовности й виставленої на показ антипоетичности вірші Смотрича живуть недомовлянням, натяком, притушкованими перегуками ідей і образів, вовчим вискалом іронії».

### Проза
- «Ночі» (новели, 1947).
- «Вони не живуть більше» (новели, 1948).
- «Вибране» (новели, 1952).
- «Буття, 16 нікому непотрібних оповідань [Архівовано 27 листопада 2020 у Wayback Machine.]» (Торонто, 1973).
- Подорож у країну ночі (Хмельницький, 2010)

### Поезія
- «Вірші І, ІІ» (Торонто, 1974).
- «Вірші, ІІІ», «1933», «20 коротких віршів», «Вірші, V, VI, VII [Архівовано 21 січня 2021 у Wayback Machine.], VIII» (всі чотири — Торонто, 1975).
- «Вірші, IX», «Лірник» (обидві — Торонто, 1976).
- «Ужинок [Архівовано 23 грудня 2015 у Wayback Machine.]» (Нью-Йорк, 1985).
- «Скупі вірші» (Хмельницький, 2011).

## Електронні джерела
- Нові надходження з Канади